# 東條敦輝
東條 敦輝（とうじょう あつき、2000年12月28日 - ）は、兵庫県出身のサッカー選手。J3リーグ・ガイナーレ鳥取所属。ポジションはMF。

## 来歴
ヴィッセル神戸U-12、ATSJr.ユースを経て、ガイナーレ鳥取U-18に加入。2018年にはトップチームに2種登録された。
2019年から国士舘大学に進学、4年時には関東大学リーグ1部でアシスト王となる6アシストを挙げた。また、同年の第46回総理大臣杯決勝で後半アディショナルタイムに決勝点となるゴールを挙げ、チームの23年ぶりの総理大臣杯優勝に貢献した。
2023年、ガイナーレ鳥取に加入。鳥取下部組織出身者が大学を経由してトップチームに加入する初のケースとなった。同年J3開幕戦のSC相模原戦で先発出場しJリーグデビュー。

## 所属クラブ
- ヴィッセル神戸U-12
- ATSJr.ユース
- ガイナーレ鳥取U-18 (米子松蔭高校)
  - 2018年3月 - 同年12月  ガイナーレ鳥取 (2種登録選手)
- 国士舘大学サッカー部
- 2023年 -  ガイナーレ鳥取

## 個人成績
| 国内大会個人成績 | 国内大会個人成績 | 国内大会個人成績 | 国内大会個人成績 | 国内大会個人成績 | 国内大会個人成績 | 国内大会個人成績 | 国内大会個人成績 | 国内大会個人成績 | 国内大会個人成績 | 国内大会個人成績 | 国内大会個人成績 |
| 年度             | クラブ           | 背番号           | リーグ           | リーグ戦         | リーグ戦         | リーグ杯         | リーグ杯         | オープン杯       | オープン杯       | 期間通算         | 期間通算         |
| 年度             | クラブ           | 背番号           | リーグ           | 出場             | 得点             | 出場             | 得点             | 出場             | 得点             | 出場             | 得点             |
| 日本             | 日本             | 日本             | 日本             | リーグ戦         | リーグ戦         | リーグ杯         | リーグ杯         | 天皇杯           | 天皇杯           | 期間通算         | 期間通算         |
| ---------------- | ---------------- | ---------------- | ---------------- | ---------------- | ---------------- | ---------------- | ---------------- | ---------------- | ---------------- | ---------------- | ---------------- |
| 2023             | 鳥取             | 17               | J3               | 25               | 2                | -                | -                | 1                | 0                | 26               | 2                |
| 2024             | 鳥取             | 11               | J3               | 18               | 0                | 0                | 0                | 1                | 0                | 19               | 0                |
| 通算             | 日本             | 日本             | J3               | 43               | 2                | 0                | 0                | 2                | 0                | 45               | 2                |
| 総通算           | 総通算           | 総通算           | 総通算           | 43               | 2                | 0                | 0                | 2                | 0                | 45               | 2                |

出場歴
- Jリーグ初出場 - 2023年3月4日 J3第1節 SC相模原戦 (相模原ギオンスタジアム)
- Jリーグ初得点 - 2023年4月9日 J3第6節 ヴァンラーレ八戸戦 (Axisバードスタジアム)